# آلونزو چپل

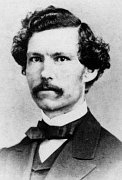
آلونزو چپل

آلونزو چپل (به انگلیسی: Alonzo Chappel)، (زاده ۱۸۲۸- درگذشته۱۸۸۷)نقاش آمریکایی است که بیشتر به خاطر نقاشی شخصیت‌ها و حوادث انقلاب آمریکا و تاریخ آمریکا در اوایل قرن نوزدهم شناخته شده است.
چپل در نیویورک زاده شد و در میدل آیلند، نیویورک از دنیا رفت.
تابلو «ثبت‌نام سربازان خارجی» که در سال ۱۸۵۷ کشیده است در مجموعه موزه انقلاب آمریکا قرار دارد.

## نگارخانه کارهای چپل

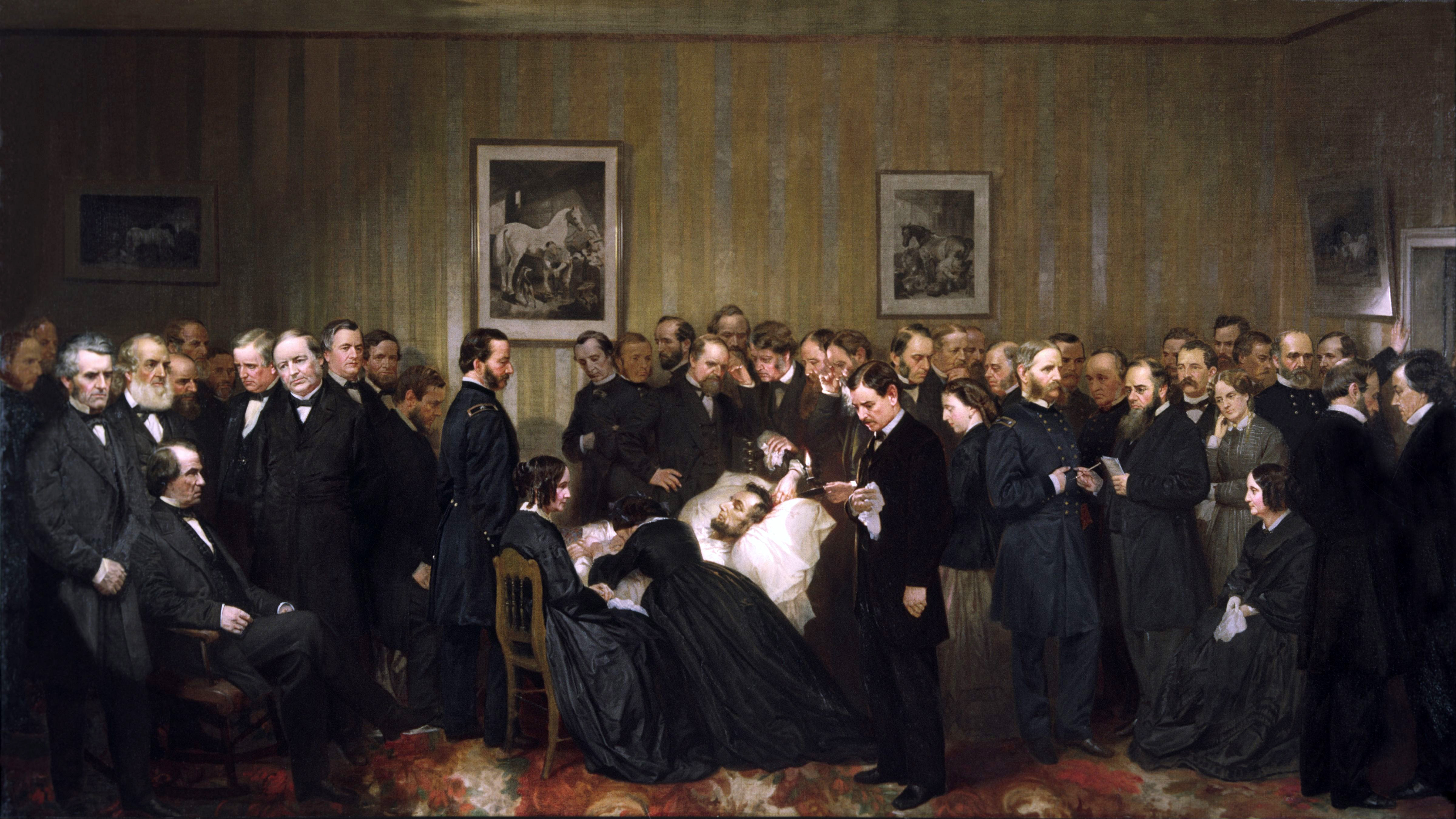
آخرین ساعات آبراهام لینکلن
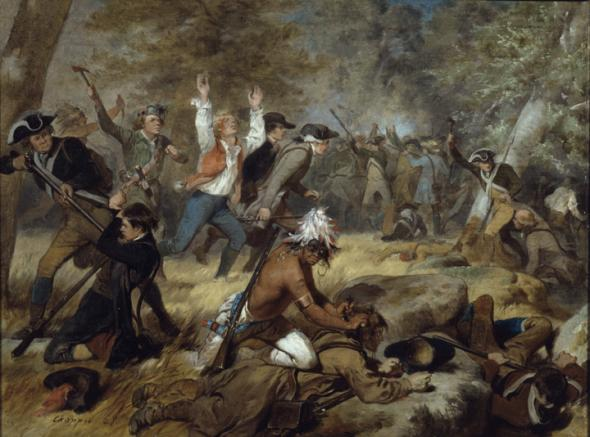
نبرد وایومینگ
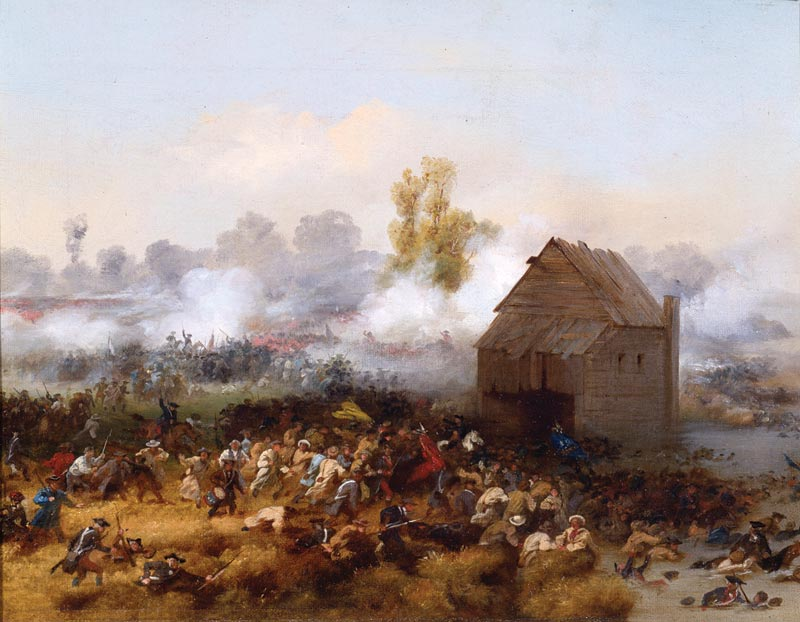
نبرد لانگ آیلند
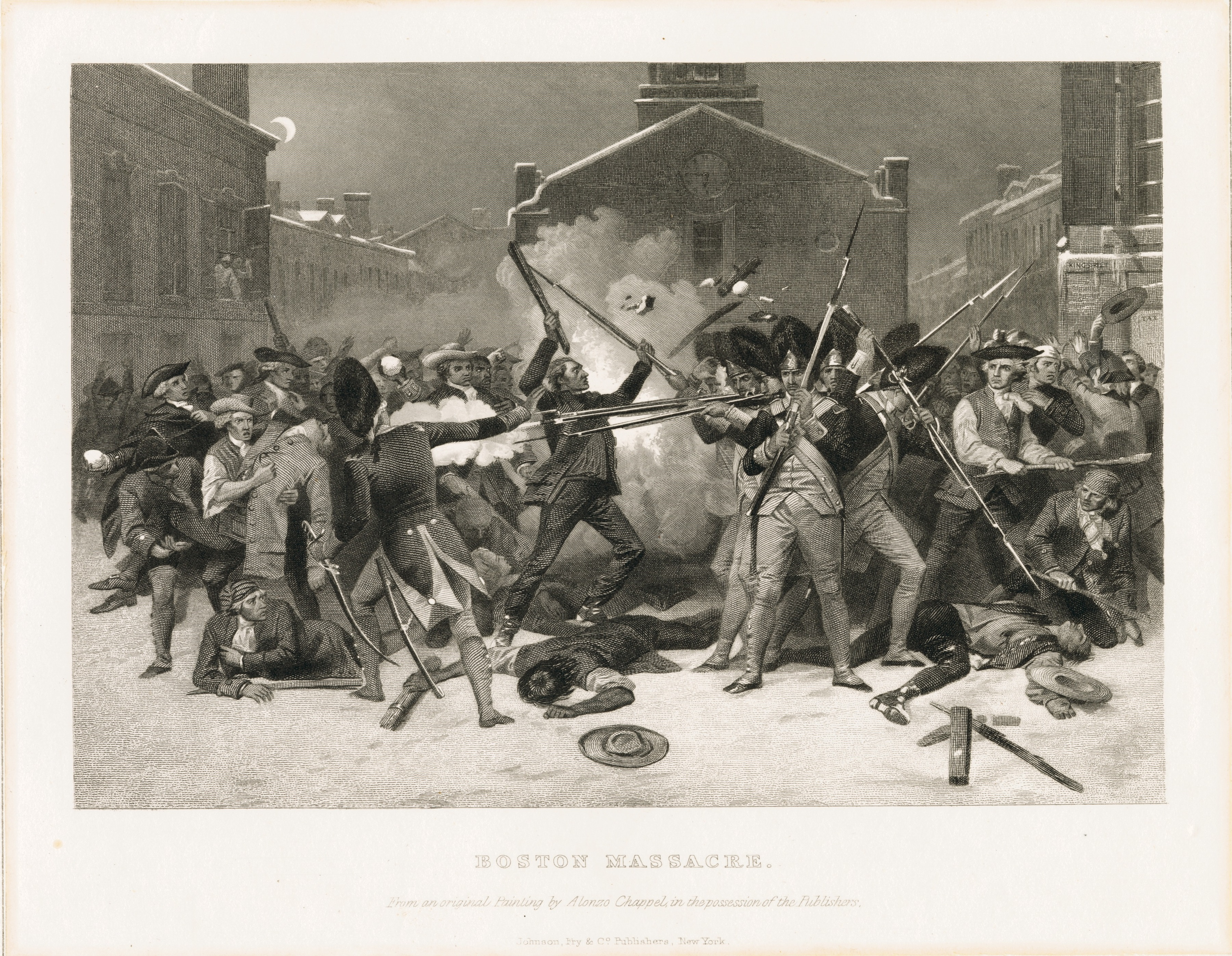
قتل‌عام بوستون
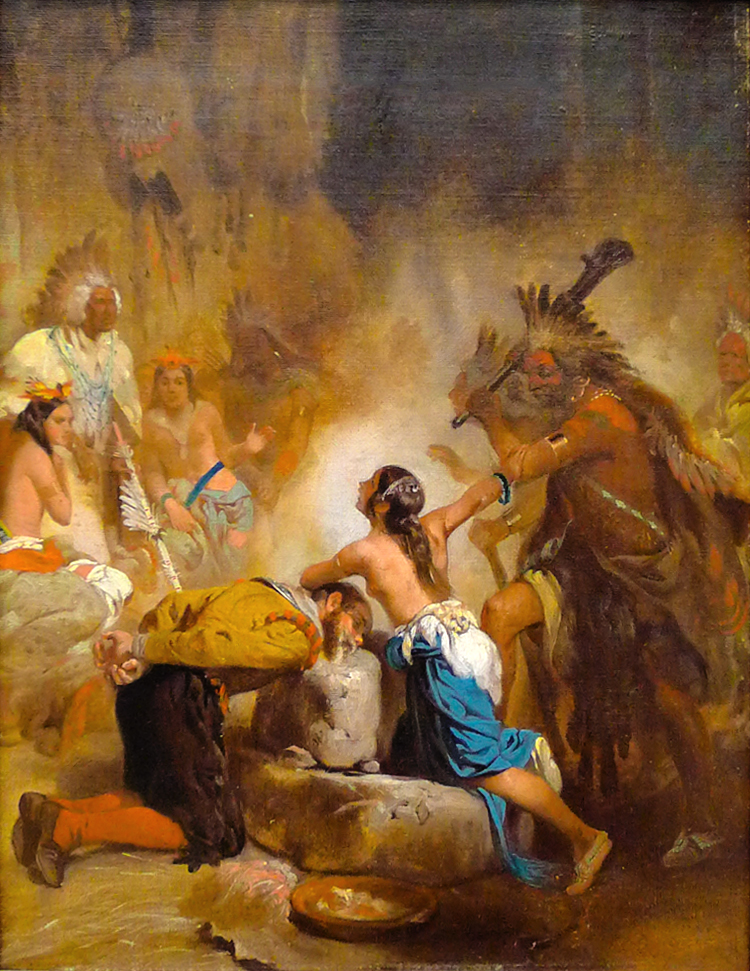
پوکاهانتس جان اسمیت را نجات داد.
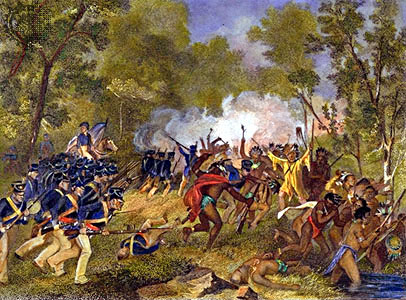
نبرد تیپوکانو